# 2011-es magyar vívóbajnokság
A 2011-es magyar vívóbajnokság a százhatodik magyar bajnokság volt. A női és férfi tőrbajnokságot december 17-én rendezték meg, a női és férfi párbajtőrbajnokságot december 11-én, a női és férfi kardbajnokságot pedig szeptember 24-én, mindet Budapesten, a Gerevich Aladár Nemzeti Sportcsarnokban.

## Eredmények
| Versenyszám          | Arany                     | Arany | Ezüst                                          | Ezüst | Bronz                                                  | Bronz |
| -------------------- | ------------------------- | ----- | ---------------------------------------------- | ----- | ------------------------------------------------------ | ----- |
| Férfi tőrvívás       | Szabados Gábor Bp. Honvéd |       | Szabados Kristóf Bp. Honvéd                    |       | Györgyi Antal Újpesti TEGátai Róbert MTK               |       |
| Férfi párbajtőrvívás | Boczkó Gábor Bp. Honvéd   |       | Szényi Péter MTK                               |       | Imre Géza Bp. HonvédHanczvikkel Márk Balaton VK        |       |
| Férfi kardvívás      | Szilágyi Áron Vasas SC    |       | Gáll Csaba Gödöllői EAC                        |       | Decsi Tamás Kertvárosi VSEGémesi Bence Gödöllői EAC    |       |
| Női tőrvívás         | Mohamed Aida Törekvés SE  |       | Knapek Edina Bp. Honvéd                        |       | Kreiss Fanni Újpesti TEVarga Gabriella Bp. Honvéd      |       |
| Női párbajtőrvívás   | Békefi Edina Bp. Honvéd   |       | Tóth Annamária Békéscsabai Karácsonyi Lajos VE |       | Sziklaváry Franciska Bp. HonvédBudai Dorina Bp. Honvéd |       |
| Női kardvívás        | Benkó Réka Gödöllői EAC   |       | Garam Nóra BSE                                 |       | Mikulik Júlia BVSCVárhelyi Anna BVSC                   |       |